# María Luisa Bergaz Conesa
María Luisa Bergaz Conesa (17 de setembre de 1947, Xeraco) és una política valenciana. Entre 2003 i 2004 va ser membre del Parlament Europeu representant a Esquerra Unida. Entre novembre de 2003 i abril de 2004 va ser vicepresidenta del comitè temporal per millorar la seguretat marítima.